# St. Martin (Sülldorf)

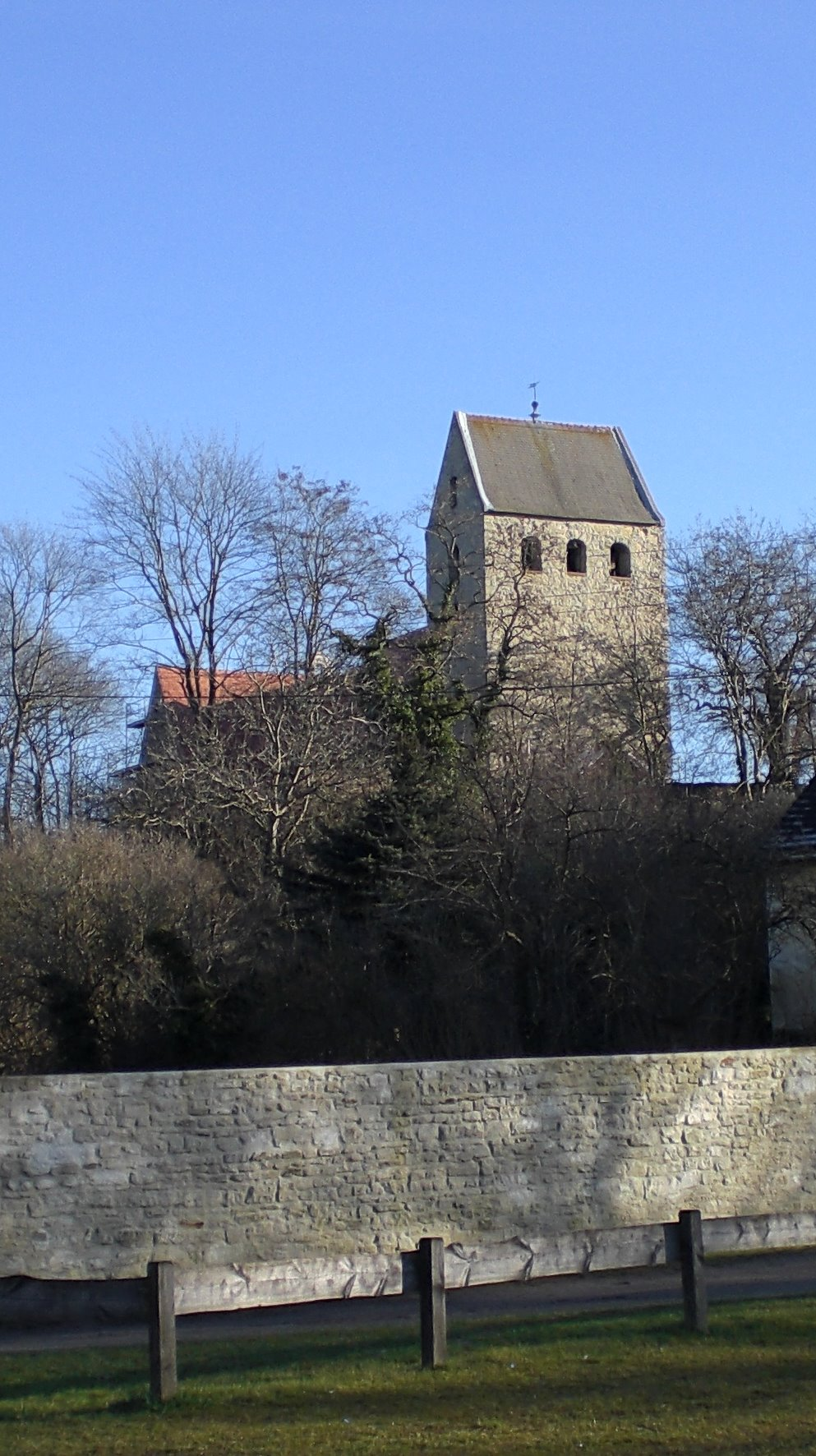
Sankt-Martin-Kirche in Sülldorf

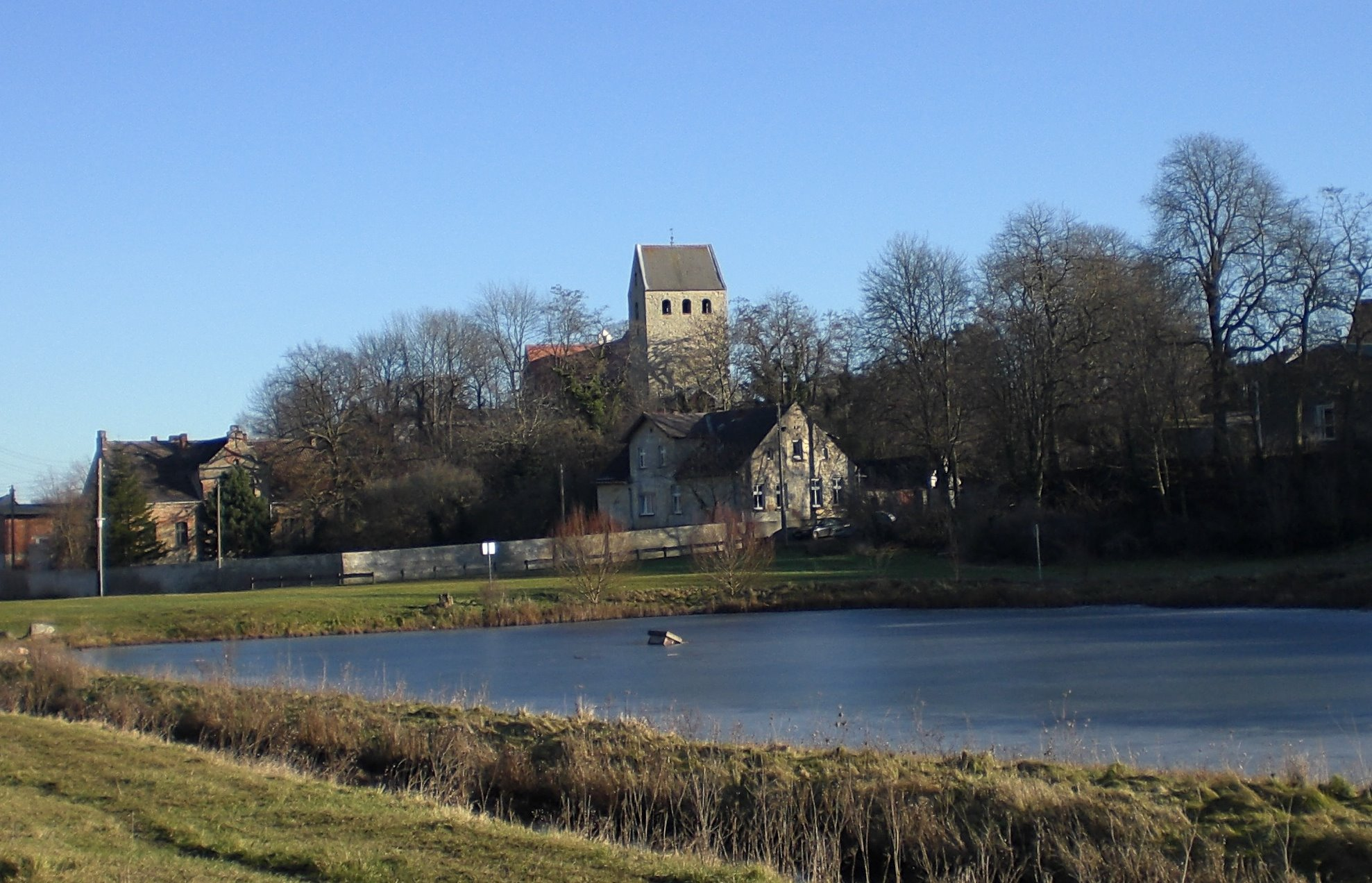
Kirche auf der Anhöhe über dem Sülzetal

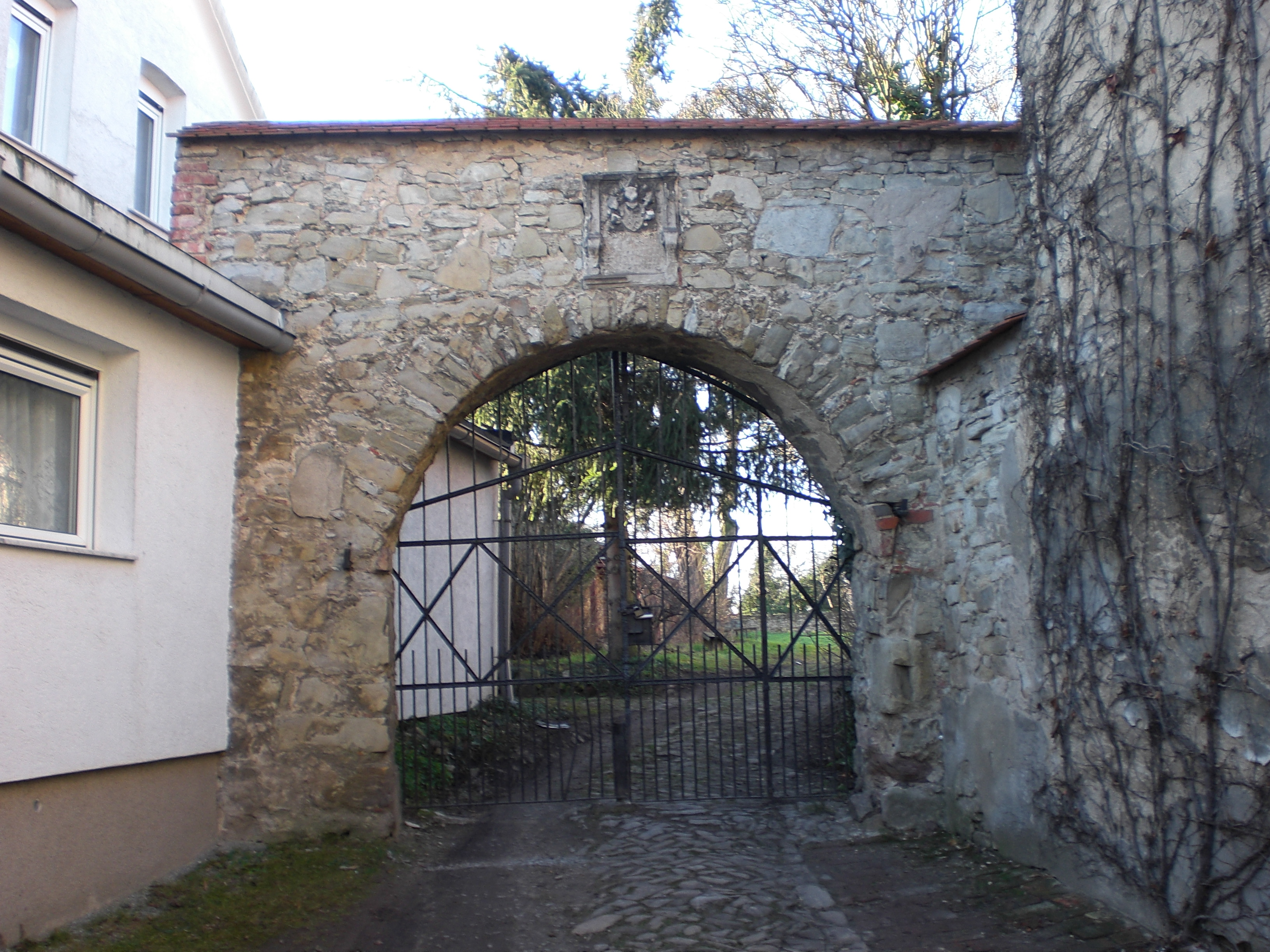
Tor zum Kirchhof

St. Martin ist die evangelische Kirche des Dorfes Sülldorf in Sachsen-Anhalt. Sie gehört zum Kirchspiel „Im Sülzetal“ im Kirchenkreis Egeln der Evangelischen Kirche in Mitteldeutschland.

## Architektur
Die Kirche geht auf die Zeit der Spätromanik zurück und erhebt sich auf einer Anhöhe über das Naturschutzgebiet Salzstellen bei Sülldorf.
Auf der Westseite befindet sich der auf einem rechteckigen Grundriss, quer zum Kirchenschiff errichtete Kirchturm. Der Turm ist mit einem Satteldach versehen und verfügt über Rundbogenfenster. Der an der Ostseite befindliche Chor nimmt zwar die Breite des Schiffs ein, ist jedoch etwas niedriger als dieses.
1717 wurden Kirchenschiff und Chor im Stil des Barock umgestaltet. In dieser Zeit entstanden die Segmentbogenfenster. Auch der an der Nordseite des Chors befindliche Sakristei stammt aus dieser Zeit.

## Innenausstattung
Im Inneren des Gebäudes befindet sich auf der Westseite eine zweigeschossige Empore. Eine Herrschaftsempore befindet sich auf der nördlichen Seite des Chors. Die Decke ist mit einer steilen Holztonne gewölbt.
Von der Ausstattung ist ein aus Holz gefertigter Kanzelaltar aus der ersten Hälfte des 17. Jahrhunderts bemerkenswert. Er ist mit den Reliefs von Evangelisten, reicher Ornamentik, dem auferstandenen Christus, Mose und Johannes dem Täufer verziert. Noch älter ist ein achteckiger aus Sandstein gefertigter Taufstein, der auf das Jahr 1577 datiert ist.
Die in der Kirche vorhandene Orgel wurde von der Firma R. Voigt aus Stendal in der zweiten Hälfte des 19. Jahrhunderts gebaut.

## Kirchhof
Der Zugang vom Dorf zum Kirchhof erfolgt durch einen Torbogen. Die Mauer des Kirchhofes enthält mehrere Grabsteine aus dem Zeitraum von der Mitte des 16. bis zum Anfang des 17. Jahrhunderts. Bemerkenswert sind die fast in Lebensgröße gestalteten Reliefs betender Menschen. Mehrere der Grabsteine wurden für Mitglieder der Familie von Berndes gesetzt.